# Al-Mutawakkil
Al-Mutawakkil ʿalā Allāh Jaʿfar ibn al-Muʿtaṣim (in arabo المتوكل على الله جعفر بن المعتصم‎?; Baghdad, 31 marzo 822 – Samarra, 11 dicembre 861) fu il decimo califfo abbaside che regnò a Baghdad dall'847 all'861.
Figlio del califfo abbaside al-Mu'tasim e di una schiava di nome Shujāʿ, Jaʿfar b. al-Muʿtaṣim fu riconosciuto nuovo Principe dei Credenti nell'847 con l'onorifico laqab di al-Mutawakkil ʿalà Allāh. Succedette ad al-Wāthiq, morto senza designare un successore.
Tale situazione indusse alcune delle più importanti personalità di Samarra (Ibn al-Zayyāt, Ibn Abī Duʾād, gli ufficiali turchi Ītākh e Waṣīf e due amministratori di minor rilievo) a riunirsi in una sorta di shūra nella quale al-Mutawakkil fu preferito al figlio del califfo defunto a causa della sua minore età.

## L'assolutismo del califfo

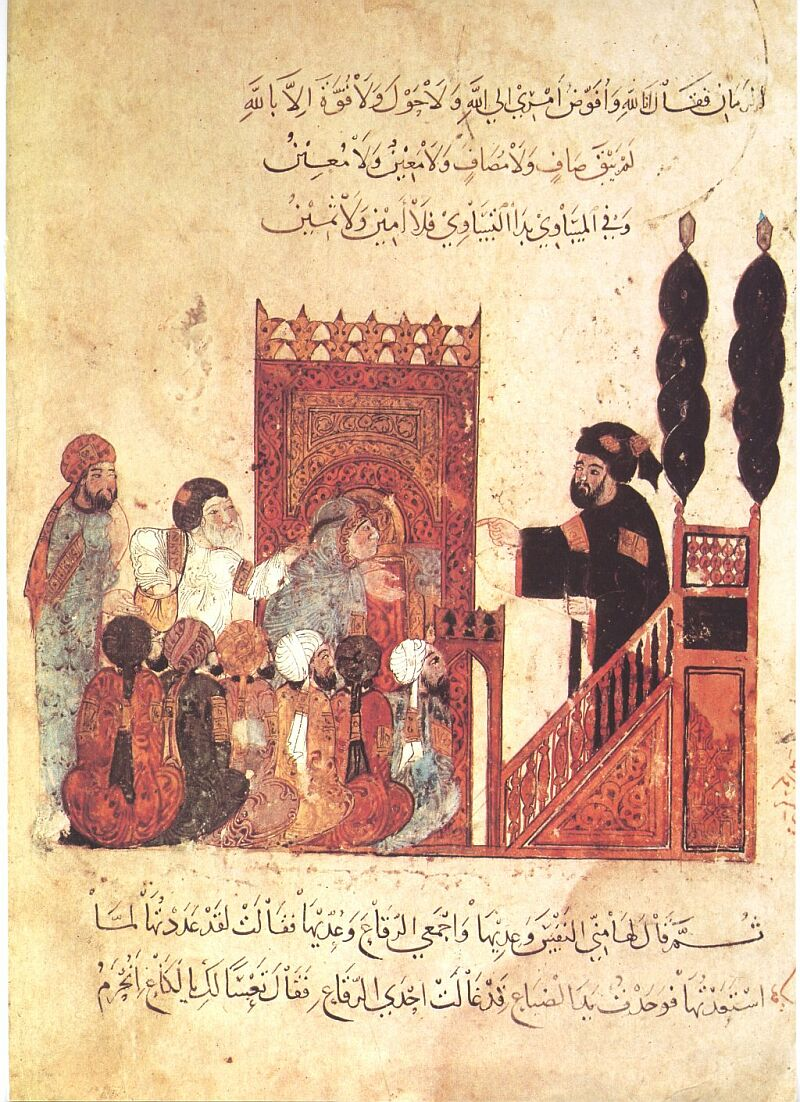
Un Qāḍī abbaside dell'epoca di al-Mutawakkil

Al-Mutawakkil dimostrò immediatamente che non sarebbe stato asservito agli interessi di coloro che avevano sostenuto la sua ascesa al trono. Non esitò, infatti, a colpire quanti, prima della sua elezione, gli si erano dimostrati ostili: Ibn al-Zayyāt e Ītākh furono così sottoposti a torture e messi a morte.
La sua politica fu altrettanto intransigente. Procedette a una sistematica demolizione della precedente struttura: sostituì la vecchia intellighentsija e prese un'audace decisione anche in campo religioso, rompendo definitivamente con il Mutazilismo, che fino ad allora era stata l'ideologia ufficiale del califfato. La sua convinta propensione per l'ortodossia sunnita hanbalita-ash'arita, l'aveva infatti portato a rifiutare ogni disputa riguardante il Corano. Introdusse inoltre norme relativamente nuove - in sostanza ricalcavano le prescrizioni in vigore durante il califfato di ʿUmar ibn ʿAbd al-ʿAziz - riguardo a ebrei e cristiani. Ritornavano infatti le limitazioni riguardo al loro abbigliamento e alle loro costruzioni. Altre vittime del suo orientamento politico-religioso furono gli Alidi: nel 236/850 fece distruggere il mausoleo di al-Ḥusayn a Karbalāʾ vietando il pellegrinaggio in quel luogo e ordinò che ʿAlī fosse vilipeso dai pulpiti delle moschee nel corso di ogni khuṭba del venerdì.
Durante il suo regno, al-Mutawakkil dovette affrontare numerose sollevazioni contro il suo potere, abilmente domate del suo generale turco Bugha il Vecchio, che aveva già servito brillantemente suo padre. Il califfo aveva infatti tentato di governare come una provincia conquistata l'Armenia, che invece godeva da tempo di uno stato di semi-indipendenza e che si era pertanto rivoltata contro Baghdad.
Bughā viene anche ricordato per la vittoria riportata sui Bizantini nel 245/859, sebbene tale successo non riuscisse a modificare in maniera stabile la situazione. Il califfo tentò in questa fase di spostare la sua residenza da Sāmarrāʾ a Damasco, ma non vi riuscì, a causa dell'opposizione dei suoi militari turchi e del clima della città siriana a lui non gradito. Decise quindi di costruire una nuova città non molto lontano da Sāmarrāʾ, in un'area che fu chiamata al-Jaʿfariyya. Anche questo progetto, però, fallì sebbene avesse comportato un consistente impiego di risorse economiche. Rimase il suo palazzo, in cui si trasferì e in cui sarà assassinato.

## Il parricidio e la fine di fatto del potere abbaside
Nel frattempo al-Mutawakkil aveva già organizzato la sua successione, dividendo i suoi domini fra tre dei suoi figli. Quando però apparve chiaro che i favori della successione sarebbero spettati non al primogenito al-Muntasir, ma all'altro figlio al-Muʿtazz, il primo organizzò con un gruppo di persone a lui devote l'uccisione del padre l'11 dicembre 861, destando enorme scandalo e impressione, dal momento che si trattava del primo parricidio nella breve storia della dinastia abbaside.
Probabilmente l'uccisione di al-Mutawakkil non fu solo dettata dalla volontà di potere del suo primogenito, ma dal crescente malcontento dell'elemento militare turco. I Turchi non erano così potenti da considerarsi autosufficienti e vedevano minacciata la loro posizione a seguito dell'uccisione di Ītākh e della confisca dei beni di Waṣīf. Inoltre il carattere stravagante e capriccioso e la crudeltà del califfo lo avevano reso particolarmente inviso ai suoi sudditi, nonostante il suo atteggiamento di ammirazione nei confronti di letterati e poeti che avrebbe potuto fargli guadagnare la fama di raffinato sovrano.
Secondo il giudizio di alcuni storici, tra cui Hugh Kennedy, al-Mutawakkil fu l'ultimo califfo a gestire un concreto potere decisionale. Dopo il parricidio, infatti, si aprì una crisi che non sarà mai più ricomposta.